# Bucky Harris
Stanley Raymond Harris, soprannominato "Bucky" (Port Jervis, 8 novembre 1896 – Bethesda, 8 novembre 1977), è stato un giocatore di baseball e allenatore di baseball statunitense che ha giocato nel ruolo di seconda base nella Major League Baseball (MLB). È entrato nella National Baseball Hall of Fame nel 1975 per i suoi meriti come manager.

## Carriera
Harris trascorse la maggior parte della carriera come giocatore nel ruolo di seconda base per i Washington Senators (1919–28). Nel 1924 gli fu assegnato il doppio ruolo di giocatore-manager; all'età di 27 anni era il più giovane allenatore nelle Majors. Nella prima stagione guidò subito i Senators alla loro unica vittoria delle World Series durante la loro permanenza a Washington, venendo soprannominato "the Boy Wonder." Quando scese in campo in quelle World Series batté con .333 con due fuoricampo. Conquistò nuovamente l'American League l'anno successivo ma i Senators furono sconfitte nelle World Series 1925 a Pittsburgh dopo essere stati in vantaggio per 3-1 nella serie.  Baseball historian William C. Kashatus wrote of his dominant play in the 1924 World Series:
Dopo un primo addio ai Senators nel 1928 (sarebbe tornato ad allenarli per due volte nei periodi 1935–42 e 1950–54), Harris passò come giocatore-manager ai Detroit Tigers. Il 1928 fu tuttavia il suo ultimo anno come giocatore a tempo pieno. In seguito, Harris fu il manager dei Boston Red Sox (1934) e dei Philadelphia Phillies (brevemente conosciuti come Blue Jays, nel 1943).
Dopo una tumultuosa stagione 1946 in cui cambiarono tre allenatori, nel 1947 i New York Yankees assunsero Harris. Grazie alla presenza dell'MVP stagionale Joe DiMaggio e al nuovo acquisto Allie Reynolds, la squadra vinse 97 partite nella stagione regolare, battendo i Brooklyn Dodgers di Jackie Robinson nelle World Series 1947, dando ad Harris il secondo titolo della carriera. L'anno successivo, il club, malgrado 94 vittorie chiuse al terzo posto nell'American League ed Harris venne sostituito con Casey Stengel, che sarebbe andato a vincere sette World Series nelle successive 12 stagioni. Harris chiuse la carriera con i Senators (1950-1954) e per una seconda volta come manager dei Tigers (1955-1956).

## Palmarès
- World Series: 2

Washington Senators: 1924 (come giocatore e allenatore)
New York Yankees: 1947 (come allenatore)

## Record come manager
| Squadra               | Da     | A      | Stagione regolare | Stagione regolare | Stagione regolare | Playoff | Playoff | Playoff | Note  |
| Squadra               | Da     | A      | V                 | S                 | %                 | V       | S       | %       | Note  |
| --------------------- | ------ | ------ | ----------------- | ----------------- | ----------------- | ------- | ------- | ------- | ----- |
| Washington Senators   | 1924   | 1928   | 429               | 334               | .562              | 7       | 7       | .500    | [ 4 ] |
| Detroit Tigers        | 1929   | 1933   | 355               | 410               | .464              | —       | —       | —       | [ 4 ] |
| Boston Red Sox        | 1934   | 1934   | 76                | 76                | .500              | —       | —       | —       | [ 4 ] |
| Washington Senators   | 1935   | 1942   | 558               | 663               | .457              | —       | —       | —       | [ 4 ] |
| Philadelphia Phillies | 1943   | 1943   | 39                | 53                | .424              | —       | —       | —       | [ 4 ] |
| New York Yankees      | 1947   | 1948   | 191               | 117               | .620              | 4       | 3       | .571    | [ 4 ] |
| Washington Senators   | 1950   | 1954   | 349               | 419               | .454              | —       | —       | —       | [ 4 ] |
| Detroit Tigers        | 1955   | 1956   | 161               | 147               | .523              | —       | —       | —       | [ 4 ] |
| Totale                | Totale | Totale | 2158              | 2219              | .493              | 11      | 10      | .524    | —     |